# Cesare Cremonini (cantante)
Cesare Cremonini (Bolonia, 27 de marzo de 1980) es un cantante, compositor y actor italiano, conocido por haber sido el líder del grupo italiano Lùnapop y por su extensa carrera solista. 
Es uno de los principales exponentes del indie pop italiano y uno de los músicos más exitosos de Italia. Como solista, ha lanzado ocho álbumes de estudio, tres en vivo y tres colecciones y ha ganado numerosos premios, entre ellos, cinco Music Awards, un Nastro d'argento y el primer puesto al prestigioso Festivalbar.

## Biografía
Cesare Cremonini nace en Bolonia el 27 de marzo de 1980, hijo de Carla, profesora de literatura, y Giovanni Cremonini, médico (1924-2019), más joven de dos años que el hermano Vittorio. Desde niño empieza a estudiar piano (a 6 años toma su primera clase). A 11 años recibe en regalo el primer disco de los Queen, grupo del cual será un gran admirador y que lo lleva abandonar lentamente la pasión para la música clásica para abrazar el mundo del pop/rock. Su actitud por la escritura se manifiesta en cambio hacia los 14 años, empieza entonces a anotar breves cuentos, poesías y canciones en un cuaderno.

"Estudiaba Chopin y Beethoven, después por la Navidad mi padre me regaló un disco de los Queen. Me di cuenta de que había referencias a la música clásica, así que le pedía mi profesora que me dejara estudiarlas "Bohemian Rhapsody". ¡Ella se alegró de esto! Tres años después, mientras estaba de vacaciones con mis padres, escribí "Vorrei" , mi primera canción. Tenía 15 años."
Cesare Cremonini

En 1996, junto a algunos amigos y compañeros de clase, constituye un grupo llamado "Senza filtro" ("Sin filtro"), con los cuales se exhibe en fiestas y locales de la periferia de Bolonia, proponiendo un repertorio original, a excepción de algunas versiones de Beatles, Oasis, Radiohead y Queen, como demuestra su llamativo tatuaje sobre su antebrazo izquierdo. A finales de 1996 encuentra Walter Mameli, que a partir de este año empieza a ser su productor artístico y mánager.

### El éxito con los Lùnapop (1999-2002)
El 27 de mayo de 1999 sale en radio el sencillo de debut 50 Special con el cual el grupo alcanza el éxito: disco de platino y más que 100.000 copias vendidas en solos tres meses. Cremonini declara haber escrito aquella canción poco antes del título de Bachillerato, inspirado por el libro Jack Frusciante è uscito dal gruppo ("Jack Frusciante ha salido del grupo") de Enrico Brizzi.
El 27 de noviembre de 1999, a tres días de la salida del álbum, hace su debut en radio Un giorno migliore, el segundo sencillo extraído del disco, llegando a la cumbre de las canciones más transmitidas el 22 de diciembre de 1999, quedando hasta marzo de 2000. El sencillo, salido en enero, gana el disco de oro para más de 50.000 copias vendidas.
El 30 de noviembre de 1999 sale en las tiendas el álbum ...Squérez?, el único disco del grupo, cuyas grabaciones habían sido hechas en el "Tam Tam Estudio" de Cesena, entre el agosto y el septiembre del 1999. Se trata de una recogida de canciones escritas de Cremonini entre sus 15 y 18 años, excepción hecha para Se ci sarai escrita por Alessandro De Simone, y Resta con me, compuesta por Cremonini y De Simone.
En el abril del 2000 se publica el tercer sencillo Qualcosa di grande con el cual ganan el Festivalbar de aquel año. Los siguientes sencillos Se ci sarai y Resta con me, contribuyen al éxito del disco que vende en pocos años más de un millón y medio de copias en Italia. Montando el éxito de la band, durante el verano Cremonini vuelve, junto a Vanessa Incontrada, portavoz de los anuncios televisivos de la TIM, acompañados por las notas de Vorrei, otro sencillo contenido en el afortunado álbum ...Squèrez?.
Pero justo en el momento del éxito de la band, que mientras tanto se afirma también en España gracias a una nueva publicación de ...Squérez? cantado en parte en italiano y en parte en español, el proyecto se lleva a cabo antes presiones e intereses exteriores que no todos soportan.
Al interior del grupo se crea una verdadera rotura, que ve de una parte Cremonini y el bajista Nicola "Ballo" Balestri, en oposición a los otros miembros del grupo. La última aparición pública de los Lùnapop tiene lugar a la Arena de Verona el 18 de septiembre de 2001, durante el último concierto del Festivalbar de 2001. La band se divide y los varios miembros cogen calles distintas, salvo por Ballo que sigue Cremonini en su aventura de solista.
Entretanto Cremonini se aventura con el papel de actor (ya experimentado en dos episodios de la sitcom Vía Zanardi, 33), recitando como protagonista en la película Un amore perfetto ("Un amore perfecto"), codo a codo de Martina Stella.

### Bagus, el principio de la carrera de solista (2002-2004)
El 15 de noviembre de 2002 Cremonini pública su primer álbum de solista, Bagùs, que significa "todo lo que es positivo, agradable, placentero y bonito" en indonesio.
Del álbum se extraen los sencillos Gli uomini e le donne sono uguali, Vieni a vedere perché, PadreMadre y Latin Lover.
El disco, realizado todavía en los "Tam Tam Estudio" de Cesena, marca un paso fundamental para el crecimiento artístico de Cremonini, poniendo en evidencia la voluntad del artista de no cabalgar los éxitos del pasado, buscando inmediatamente nuevos caminos.
El público una vez más lo premia: el álbum queda para 15 semanas en la Top 50 de los discos más vendidos en Italia ganando 4 discos de oro y vendiendo más que 250.000 copias. En el 2003 se publica una edición especial a circulación limitada de Bagùs que contiene el inédito Gongi-Boy, un DVD con algunos vídeos musicales y el "Bagus Tour Documentary".

### Maggese(2005-2006)

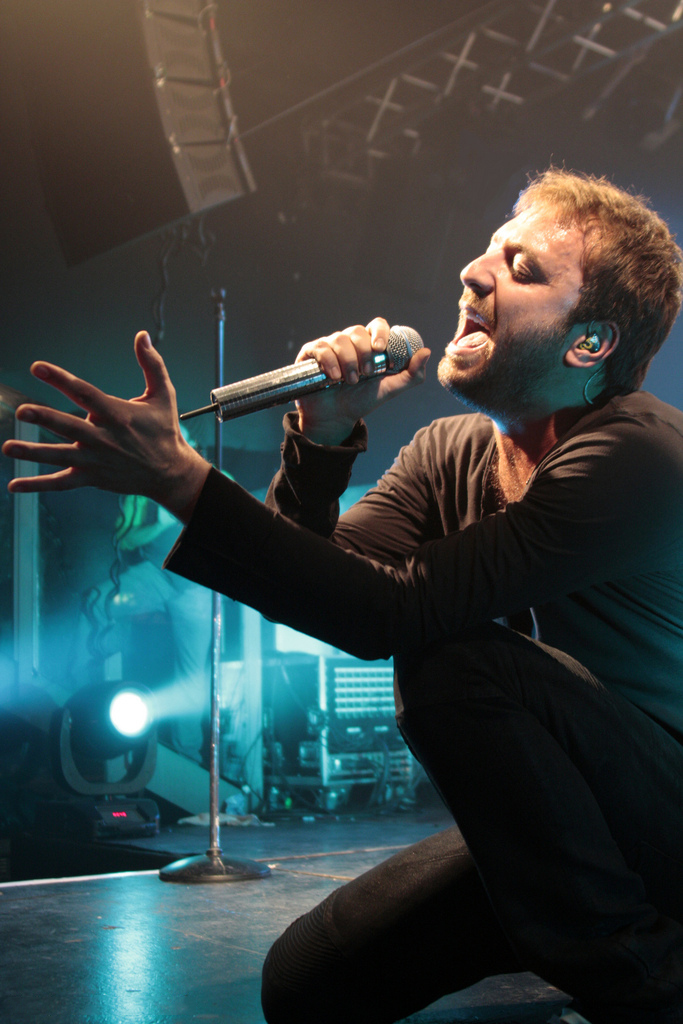
Cesare Cremonini en concierto en el 2009

El 10 de junio de 2005 Cremonini pública su segundo álbum de solista, Maggese (el maggese es "un campo dejado para un poco de tiempo en descanso, sin sembrarlo, porqué luego pueda devolver fruto"). Las grabaciones del disco se realizan en los famosos estudios Abbey Road de Londres. Del álbum se extraen los sencillos Marmellata #25, Maggese, Le tue parole fanno male y Ancora un po'.
En el octubre de 2005, Cremonini emprende el Maggese Theatre Tour, una gira teatral de 9 fechas con la London Telefilmonic Orquesta compuesta por 30 elementos y por 9 músicos (la misma orquesta con la cual ha sido grabado el álbum). Durante el programa Cremonini interpreta L'orgia, una canción de Giorgio Gaber. Cremonini escribe los arreglos de todas las canciones con la ayuda de Giovanni Guerretti y Alessandro Magnanini, piano y guitarra de su banda, e interpreta sus canciones con un estilo particular, dedicando algunas partes del espectáculo a la prosa. Utiliza también instrumentos particulares como el Santùr (de origen india) y toca el piano y la guitarra acústica.
Al final de la gira declara: 

"El aplauso en un teatro tiene un sonido particular, te llueve encima como un temporal repentino. Pero la cosa más emocionante ha sido hacer romper a reír el publico con una broma. Fue el sueño que tenía desde que era niño, cuando en la guardería ponía todos mis compañeros de juego sobre las escaleras e intentaba hacerlos reír poniendome ridículo."
C. Cremonini

Para todo el verano de 2006 va en cambio en escena el Maggese Summer Tour, 30 fechas en toda la península, una gira decisivamente más "eléctrica" con respecto a la experiencia en teatro. Más que 100.000 personas asisten a los conciertos.
En el junio de 2006 Cremonini rearregla y reinterpreta para el disco Innocenti evasioni 2006 la canción Innocenti evasioni. El disco es un homenaje a Lucio Battisti con canciones interpretadas por algunos entre los mayores cantantes italianos (Ligabue, Max Pezzali, Samuel Bersani, Nek, Raf, Giorgia).

### 1+8+24(2006-2007)
El 24 de noviembre de 2006, fecha fuertemente querida por Cremonini a causa del aniversario de la muerte de Freddie Mercury, se publica el primer álbum en vivo del cantante, del título 1+8+24 (el 1 es Cremonini, 8 los componentes de la band y 24 los de la London Telefilmonic Orquesta), que contiene algunas canciones extraídas del Maggese Theatre Tour. El CD está acompañado por un DVD que contiene la película-documental 1+8+24, en el cual partes del concierto están acompañadas con rodaje extraído por la elaboración del álbum Maggese en los estudios de Abbey Road de Londres y del entre bastidores de la gira. El disco contiene el inédito Deve essere cosí, que entra en la top ten de las canciones más transmitidas en radio.
En el 2007 se publican artículos suyos sobre los diarios como Corriere della Sera, La Repubblica e Il Resto del Carlino. La Fazi Editor pública el libro I nostri ponti hanno un'anima, voi no - Lettere ai politici con intervenciones de varios intelectuales, concluyendo con una intensa requisitoria de Cremonini sobre los políticos de los nuestros días.
Siempre en ámbito editorial, se publica el libro Storytellers curado por Paola Maugeri y Luca De Gennaro, con la entrevista a Cremonini realizada durante una noche dedicada a la música que tuvo lugar el 8 de noviembre de 2005 en el aula Magna Santa Lucia de la Universidad de Bolonia, y transmitida en MTV.
En el 2007 se realiza a Bolonia el "Mille Galassie Studio" una verdadera factory artístico-musical con un equipadisima oficina de grabación y una sala de ensayo. En el mismo año Cremonini cura las músicas de I giorni dell'odio, docupeli de Canale 5, escrita y dirigida por Giorgio John Squarcia con la colaboración de Francesca Fogar.

### Il primo bacio sulla Luna (2008-2009)
El 30 de mayo de 2008 sale en las radios Dicono di me, el sencillo de Cesare Cremonini que anticipa la salida del cuarto álbum, grabado en Bolonia en las nuevas oficinas Mille Galassie, mezclado en Londres por Steve Orchard en los Air Studios de George Martin donde ha sido grabado también el piano. La canción queda en los diez primeros de las canciones más transmitidas en radios durante todo el verano de 2008.
El 26 de septiembre de 2008 se publica el cuarto álbum de Cremonini, titulado Il primo bacio sulla Luna, compuesto por 12 pistas escritas y arregladas totalmente por Cremonini con la ayuda de su amigo Ballo, del productor Walter Mameli y del ingeniero de sonido Steve Orchard (que ha colaborado también con U2, Travis, Oasis, Paul McCartney).

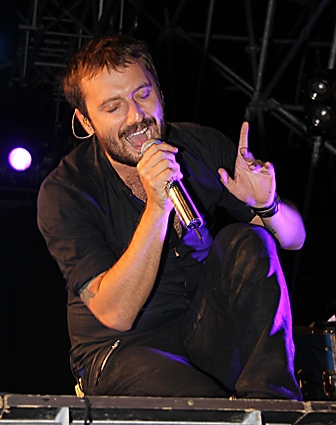
Cesare Cremonini en concierto

El álbum entra en la top ten de los discos más vendidos directamente al número 6. Simultáneamente sale Le sei e ventisei, el segundo sencillo extraído del álbum. En otoño empieza Il primo tour sulla Luna (La primera gira sobre la Luna) que lleva a Cremonini en los grande club y en las arenas. El 19 de enero de 2009 Cremonini presenta en prelanzamiento Figlio di un re, el tercio sencillo extraído del nuevo álbum, que formará parte de la top 5 de los discos más transmitidos de las radios italianas.
En mayo de 2009, a la expiración de los diez años de la salida de 50 special, sale el primer libro de Cremonini (editado por Rizzoli) titulado Le ali sotto i piedi, autobiográfico.
El 21 de abril de 2009, en las Officine Meccaniche de Milán, participa a la grabación del sencillo Domani 21/04.2009, canción escrita y producida por Mauro Pagani que ve como protagonistas 56 entre los mejores artistas de la música italiana. Todo el obtenido de la venta y de las legislaciones editoriales de la canción será utilizado para la reconstrucción y el restauro del Conservatorio "Alfredo Casella" y de la sede del Teatro Stabile de Abruzzo de Aquila posteriormente al trágico terremoto que ha golpeado la región el 6 de abril de 2009.
El 15 de mayo de 2009 hace su exordio en radio el cuarto sencillo extraído del álbum Il primo bacio sulla Luna, titulado Il pagliaccio. En el mismo mes entra a formar parte de los artistas que se contenden la segunda edición del Premio Mogol, premio para el mejor texto del año, obteniendo bien dos nominaciones para Figlio di un re y Le sei e ventisei
El 16 de mayo de 2009 Cremonini recibe el premio History a la carrera a los TRL Awards. El 26 de septiembre de 2009 el disco celebra un año de presencia en la clasificación de los discos más vendidos en Italia. Del 2 de octubre de 2009 era en rotación radiofónica L'altra metà, quinto sencillo extraído del álbum Il primo bacio sulla Luna.

### 1999-2010 The Greatest Hits (2010-2011)
Anticipado por el sencillo Mondo, que ve la participación de Jovanotti, el 25 de mayo de 2010 se publica la primera colección de éxitos de Cremonini, con el título 1999-2010 The Greatest Hits. En el disco hay más que veinte canciones publicadas en diez años de carrera, recogidas en un doble CD, entre otros Hello!, cantada junto a Malika Ayane, en ese momento su pareja.
El álbum se ha quedado establemente entre las primeras diez posiciones de los discos más vendidos por quince semanas conquistando de esta manera el disco de platino.
El 21 de diciembre de 2010 Mondo fue elegida "mejor canción del año" de iTunes y resulta ser la canción más transmitida por las radios italianas durante todo el 2010. En esta clasificación Cremonini es presente también con la canción Hello! a la posición 66.
La colección ha sido realizada en Bolonia en los Mille Galassie Studio, bajo la supervisión del ingeniero de sonido Steve Orchard y la producción de Walter Mameli, y esto seña el fin del contrato que unía Cremonini a la Warner Music Group.
En enero del 2011 Cremonini colabora una vez más con Jovanotti, cantando la canción I pesci grossi, del disco Ora. En la canción se cita más veces la strofa de Mundo.
Cremonini escribe junto al músico Alessandro Magnanini también la cortina musical del programa radiofónico 105 all'una, conducido cada día por Daniele Battglia en Radio 105.

### La teoria dei colori(2012-2013)
Al final de 2011 en el sitio oficial del cantante se comunica que Cremonini está ocupado para realizar un nuevo álbum de inediti.
El 16 de abril es comunicado el nombre del primer sencillo que hará de pionera al nuevo álbum en salida el 22 de mayo: la canción será Il comico (sai che risate) y el disco será La teoria dei colori. Il comico (sai che risate) obtiene un éxito sin precedentes en la discografía de Cremonini, quedando, para más de 10 semanas, en la cumbre de la clasificación de las canciones más transmitidas por las radios italianas mientras que el álbum La teoria dei colori hace su entrada en la clasificación de los discos más vendidos directamente al número 2 quedando para más de dos meses en la top ten.
El álbum contiene 11 pistas que alternan canciones pop del carácter británico (Il comico (sai che risate), Una come te, Ecco l'amore che cos'è) a íntimas baladas caraterizadas po el gusto vintage e inspiradas a la mejor tradición de la música italiana de los años sesenta y setenta (Amor mio, I Love You, Tante belle cose, Il sole) y rastros pop rock del texto soñador e inspirado (La nueva estrella de Broadway, L'uomo che viaggia fra le stelle y Stupido a chi?).
La canción Amor mío forma parte de la banda sonora de Padroni di casa, película de Edoardo Gabriellini que se presentará al Festival Internacional de Locarno como única película italiana en competición. La canción, en la película cantada e interpretada por Gianni Morandi, protagonista de la película junto con Valerio Mastandrea, Helio Germano y Valeria Brunos Tedeschi.
Tante belle cose en cambio hará de columna sonora a la comedia teatral de Alessandro De Alatri (Tante belle cose textos de Edoardo Hierba junto a Maria Amelia Monte).
Entre el octubre y el noviembre de 2012 parte el Cesare Cremonini Live 2012, que ve el cantante comprometido en 14 conciertos en las arenas más grandes de Italia. La gira cobra un enorme éxito de público y de crítica, obteniendo entradas agotadas en todas partes y triplicando la fecha en Bolonia. Mientras tanto el álbum obtiene el "disco de platino", y lo mismo pasa al sencillo La nuova stella di Broadway. En el junio de 2013 sale como cuarto sencillo extraído del nuevo álbum la canción I Love You.
Siempre en 2013 participa al álbum Max 20 de Max Pezzali cantando en dúo con la artista de Pavia Gli anni y participa también al álbum Físico & político de Luca Carbones cantando en dúo con el artista bolognese Mare mare.
Al final de Junio Amor mío, canción contenida en el disco y cantada por Gianni Morandi en la película de Gabbriellini Padrones de casa, gana el premio Nastro d'Argento (Cinta de Plata) para ser mejor canción original. Cremonini retira el premio al Teatro antiguo de Taormina el 6 de julio junto a Gianni Morandi.
A pocos días de la noticia de las entradas agotadas en la Arena de Verona, se añade una fecha importante a la gira: el 29 de julio Cremonini se exhibe para un acontecimiento único al Teatro Antiguo de Taormina acompañado solamente por el piano.
El 18 de julio entonces parte del Foro Italico de Roma la última parte de la esibición en vivo empezada en las arenas el año precedente y una vez más Cremonini registra entradas agotadas en todas las fechas.
Acabada la gira, después de una breve pausa estiva, mientras I Love You queda en las cumbres de las clasificáciones radiofónicas, Cremonini es elegido como jurado en la 70.ª edición de la Muestra Internacional del Cine de Venecia para el premio a las columnas sonoras "Soundtrack Stars" junto a Giuliano Montaldo, Gino Castaldo, Laura Delli Colli, Cristiana Paternò.
En diciembre el Academy del Medimex, salón de la innovación musical, premia La nueva stella di Broadway en la categoría "mejor videoclip" y en enero de 2014 Cesare Cremonini recibe para el concierto del 22 de julio en la Arena de Verona el Onstage Award en la categoría "mejor concierto outdoor".

### Logico e Più che logico (2014-2016)
En el octubre de 2013 se anuncia que Cremonini está comprometido en la realización del su nuevo disco de inéditos, cuya publicación está prevista para la primavera de 2014. El álbum es anticipado el 27 de marzo de 2014 (día del 34º cumpleaños del cantante), por el sencillo Logico #1, canción utilizada también como columna sonora en el nuevo anuncio del Cornetto Álgida. El quinto álbum de Cremonini, titulado Logico, ha salido el 6 de mayo de 2014 debutando a la cabeza de los discos más vendidos en Italia en la clasifica oficial FIMI y es seleccionado entre los candidatos para el premio de "Mejor álbum" al Premio Tenco.
Se anuncia contemporáneamente con la salida del álbum, también el Lógico Tour que preve una larga serie de conciertos en toda Italia en las arenas más grandes del País entre los meses de octubre y noviembre de 2014. En cuatro semanas la etapa de inicio al Forum de Assago de Milán obtiene entradas agotadas, obligando Cremonini a doblar la fecha para la gran solicitud de billetes.  Cremonini hará sold-out prácticamente en todas las otras etapas del Logico Tour combrobando un enorme éxito.[sin  Resultado consolidado por el airplay del sencillo Logico #1, que queda en cabeza en la clasifica de las canciones más tocadas por las radios italianas para más de 12 semanas.
En el agosto de 2014 sale el segundo sencillo extraído del álbum, GreyGoose, seguido el 9 de enero de 2015 por el tercer sencillo, Io e Anna, la secuela que Cremonini mismo ha imaginado por la canción Anna e Marco de Lucio Dalla.
En el marzo de 2015 escribe el himno del equipo SKY Racing Team VR46 de Moto3, titulado 46, título que hace referencia al número usado en las carreras del amigo Valentino Rossi, y es gerente por un día (el 24) de Il resto del Carlino en ocasión del 130.º año de nacimiento del periódico.
El 27 de marzo de 2015, día de su 35º cumpleaños, se publica el nuevo sencillo Buon viaggio (Share the Love). La canción es uno de los cuatro inéditos contenidos en el triple CD Più che logico (Live), publicado el 26 de mayo con algunas exhibiciones del vivo del cantante durante el Logico Tour. Como Logico #1, Buon viaggio (Share the Love) ha sido elegido por Álgida como anuncio del verano de 2015 del Cornetto. El 4 de septiembre de 2015 ha sido publicado el segundo sencillo extraído del álbum, Lost in the Weekend.
Los dos álbum del Logico Project son luego recogidos en una caja de 4 CD, titulado Lógico Project Limited Edition y publicado en el noviembre de 2015. El 2015 de Cremonini se cierra con la realización para Radio Deejay del sencillo navideño Eccolo qua il Natale - Una notte tra tante.
En el 2016 es el ganador de la primera edición de Top Gear Italia.

### Possibili scenari(2017-hoy)
En el 2017 Cremonini está comprometido en la escritura de nuevas canciones. En marzo el cantante declara que la salida del nuevo álbum de inediti está prevista para el 24 de noviembre de 2017. El 26 de octubre se hace público el título del nuevo álbum, Possibili Scenari, y del primero sencillo, Poetica, salido el 3 de noviembre. El 23 de febrero de 2018 ha publicado Nessuno vuole essere Robin, según extracto del álbum, mientras el 18 de mayo de 2018 Kashmir-Kashmir, tercer extracto del álbum, que obtendrá un grande éxito y será transmitido por las radios por todo el verano.
En el verano de 2018 el cantante de Bolonia se ha exhibido por primera vez en cuatro fechas en los estadios (Lignano Sabbiadoro, Milán, Roma y Bolonia) registrando el todo esaurito a Bolonia y a Milán. Una grabación del concierto de San Siro ha sido transmitida por Rai Due y por Rai Radio 2 en horario estelar el 17 de julio de 2018. 16 nuevas fechas en las arenas han sido anunciadas para noviembre y diciembre de 2018.
El 12 de octubre de 2018 ha publicado el cuarto sencillo, Possibili scenari, pista del título del álbum. El 23 de noviembre de 2018, a través un anuncio en los canales de las redes sociales, Cremonini ha anunciado la salida de Possibili scenari per piano e voce, versión precisamente para piano y voz del último álbum de inéditos.

## Reconocimientos

### Con los Lunapop
- 1999 - Premio Titano - Mejor Grupo al Festival de San Marino
- 1999 - Premio Titano - Mejor Álbum al Festival de San Marino
- 1999 - Premio Italiano Della Musica - Revelación del año
- 2000 - Premio Lunezia - Premio Nuove Stelle al mejor texto no literario para Un giorno migliore
- 2000 - Telegatto - Revelación del año
- 2000 - Telegatto - Mejor álbum para ...Squérez?
- 2000 - Festivalbar - Ganador absoluto con la canción Qualcosa di grande
- 2000 - Premio Mejor Grupo a los Italian Music Awards
- 2000 - Premio Mejor Senncillo a los Italian Music Awards para Qualcosa di grande
- 2000 - Premio Revelación del año a los Italian Music Awards
- 2000 - Premio Mejor Álbum a los Italian Music Awards para ...Squérez?

### En solitario
- 2003 - Nominación a los Italian Music Awards como Mejor artista italiano masculino
- 2003 - Premio Lunezia - Premio Poesia del Rock para la canción PadreMadre
- 2004 - Premio Speciale FIMI - Special Award a los Italian Music Awards
- 2008 - Premio Videoclip Italiano - Premio especial para la videografia
- 2008 - Venice Music Awards - Premio Assomela - Mela d' oro
- 2008 - Premio TV Sorrisi e Canzoni - Mejor texto para Figlio di un re
- 2009 - Venice Music Awards - Mejor álbum para Il primo bacio sulla luna
- 2009 - TRL History - Artista que ha marcado la historia de Total Request Live a los TRL Awards
- 2010 - Premio MTV The Summer Song 2010 para la canción Mondo
- 2010 - Mejor canción del año en iTunes para la canción Mondo
- 2011 - Premio CD Platino a los Wind Music Awards para el álbum 1999-2010 The Greatest Hits
- 2011 - Premio Digital Songs Platino a los Wind Music Awards para la canción Mondo
- 2012 - Onstage Award - Mejor Álbum para La teoria dei colori
- 2012 - Nominación a los Onstage Awards como Mejor Artista
- 2013 - Premio CD Platino a los Wind Music Awards para el álbum La teoria dei colori
- 2013 - Cinta de plata a la mejor canción original (Amor mío) para la película Padroni di casa
- 2013 - Onstage Award - Mejor Concierto Outdoor para el concierto en la Arena de Verona del 22/07/2013[16]
- 2013 - Premio Medimex - Mejor Videoclip para La nuova stella di Broadway
- 2013 - International Grand Prix - Comunicación y música
- 2014 - Premio Medimex - Mejor Álbum para Logico
- 2015 - Onstage Award - Mejor Artista Italiano[17]
- 2015 - Onstage Award - Mejor Gira para Lógico Tour[18]
- 2015 - Onstage Award - Himno Live del Año para Lógico #1[19]

## Discografía

### En solitario
Álbum de estudio
- 2002 – Bagus
- 2005 – Maggese
- 2008 – Il primo bacio sulla Luna
- 2012 – La teoria dei colori
- 2014 – Logico
- 2017 – Possibili scenari

### Con los Lùnapop
Álbum de estudio
- 1999 – ...Squérez?

### Colaboraciones
- Con Kerli: "The Creationist" (en Love Is Dead) (2008)
- Con Mario Venuti: "Un cuore giovane" (en Recidivo) (2009)
- Con Jovanotti: "Mondo" (en 1999-2010 The Greatest Hits) (2010)
- Con Malika Ayane: "Hello" (en 1999-2010 The Greatest Hits) (2010)
- Con Malika Ayane: "Believe in love" (en Grovigli) (2010)
- Con Jovanotti: "I pesci grossi" (en Ora) (2011)
- Con Max Pezzali: "Gli anni" (en Max 20) (2013)
- Con Luca Carbones: "Mare mare" (en Físico & político) (2013)

### Autor
- 2013 - Marco Mengoni - La valle dei re

## Filmografía
- Vía Zanardi 33 (1 episodio, 2001) - programa de televisión
- Un amore perfetto, dirección de Valerio Iría (2002)
- Il cuore grande delle ragazze, dirección de Pupi Avati (2011)
- El inspector Coliandro - programa de televisión, dirección de los Manetti Bros., episodio 6x02 (2017)

## Publicidad
- Tim (2001)
- Vodafone (2009)
- Cornetto Álgida (2014, 2015)